# 新加坡国立大学商学院
新加坡国立大学商学院（英語：NUS Business School）是新加坡国立大学的商学院，成立於1965年。
新加坡国立大学商学院有七个学系，分别是金融系、會計系、行銷系、组织管理系、策略与政策系、商业分析与运营系、不動產系。2008年6月杨贤担任院长，2019年6月罗安著担任院长。